# David Švehlík
David Švehlík (* 6. dubna 1972 Liberec) je český herec, syn herce Aloise Švehlíka a ekonomky Florentiny Švehlíkové, rozené Štěpánové (* 1943).

## Životopis

### Dětství a dospívání
Narodil se v Liberci jako druhé ze tří dětí herce Aloise Švehlíka a ekonomky Florentiny Švehlíkové, rozené Štěpánové. Má dvě sestry, o čtyři roky starší Terezu a o pět let mladší Andreu.
Jeho strýc byl herec Jaroslav Švehlík (1930–1973). Jeho teta z otcovy strany byla několik let manželkou herce Vlastimila Vašinky, s nímž se později rozvedla. Jejich syn a jeho bratranec je herec Marcel Vašinka.
V šesti letech se s rodinou přestěhoval do Prahy. Ve čtrnácti letech hrál dětskou roli v divadelní inscenaci Svatá Jana (Městská divadla pražská – Divadlo ABC), kde si zahrál se svým otcem.

### Vzdělání
Absolvoval jeden ročník teologického semináře v Litoměřicích (1991), následně rok (1992) navštěvoval Lateránskou univerzitu v Římě, odkud se vrátil do Prahy.
Poté byl přijat na Filozofickou fakultu Univerzity Karlovy na obor estetika a filozofie, po roce přešel na filozofii, kterou ukončil jako bakalář. Absolvoval DAMU v oboru divadelní režie.

### Profesní
V roce 2002 začal působit v Divadle Na zábradlí, kde měl v letech 2002–2006 stálé angažmá, pak zde hostoval, hraje v Ungeltu a hostoval v Divadle ABC, Divadle v Řeznické, Divadle Kalich, Café Teatru Černá Labuť, Národním divadle, A Studiu Rubín nebo Teatru NoD. Vystupoval i na pražských Letních shakespearovských slavnostech. Se svým otcem hrál v divadelních představeních Z cizoty (2004–2007, Divadlo Na zábradlí, tato hra získala Cenu Alfréda Radoka v kategorii divadelní Inscenace roku 2004), Večer tříkrálový aneb Cokoli chcete (2005–2007, Letní shakespearovské slavnosti na Pražském hradě) a Král Lear (2011–2013, Národní divadlo, v tomto představení hráli otce a syna).
Před kamerou se poprvé objevil ve francouzském filmu Jean Moulin, une affaire française, kde si zahrál přítele hlavní hrdinky. V roce 2005 hrál egocentrického Huberta ve snímku Román pro ženy. V tomto roce si zahrál také hraběte Maxmiliána v úspěšné pohádce Anděl Páně. Hrál v Boleru, Pravidlech lži, Dobré čtvrti, Letišti, Operaci Silver A, Hraběnkách, Hypermarketu, Ocasu ještěrky, Zakázaném člověku, Hodinu nevíš..., Největším z Čechů, v Setkání s hvězdou: Jana Hlaváčová v povídce Nenávist, Santiniho jazyce, Čapkových kapsách v díle Muž, který se nelíbil, ve filmu Ve stínu, v pohádce O pokladech, Aplausu, Terapii a dalších. V kriminálním seriálu Kriminálka Anděl natáčeném podle skutečných kriminálních případů hraje kriminalistu Tomáše Benkovského a v televizním seriálu ze soudního prostředí Život a doba soudce A. K. inspirovaným skutečnými případy hraje hlavní roli – mladého soudce Adama Klose. V připravovaném třináctidílném seriálu Já, Mattoni hraje zakladatele slavné značky minerální vody Heinricha von Mattoniho ve druhé fázi. Zahrál si také v dobových scénách v televizních pořadech O poklad Anežky České a O korunu krále Karla. Se svým otcem si zahrál ve filmech  ... a stoupej do slunce!, Bolero, I ve smrti sami, Operace Silver A a Alois Nebel a v seriálu Letiště v dílech Nebezpečná známost, Mrtvý muž letí a Holky na krku. Ve filmech  ... a stoupej do slunce! a Alois Nebel hráli stejné postavy – David Švehlík je hrál za mlada a Alois Švehlík v současnosti – a ve filmech Bolero a Operace Silver A hráli otce a syna. Stejnou postavu hrají také v seriálu Já, Mattoni.

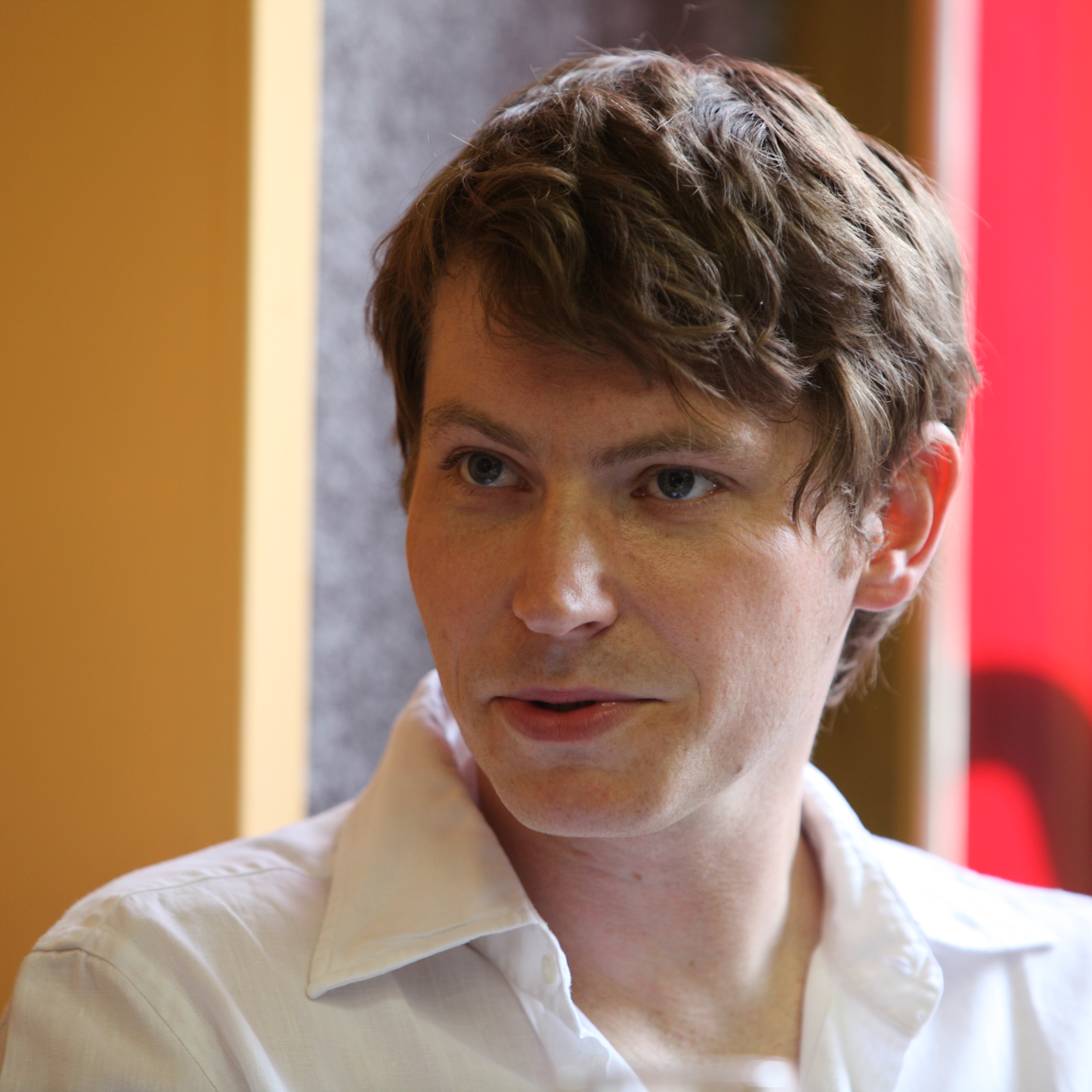
David Švehlík v roce 2009

Věnuje se také dabingu, daboval například kanadsko-americký seriál Hvězdná brána: Atlantida, kde namluvil podplukovníka Johna Shepparda v podání Joea Flanigana. V britském seriálu Sherlock dabuje doktora Johna Watsona v podání Martina Freemana. Dále namluvil Nicka Wechslera v seriálu Roswell, Bryce Johnsona v seriálu Gilmorova děvčata, Jimmiho Simpsona v seriálu 24 hodin, Marka Wahlberga ve filmu Max Payne, Craiga Parkera v seriálu Spartakus: Krev a písek, Matthewa Morrisona v seriálu Glee, Laurence Anthonyho ve filmu Saw 3D, Jeffreyho D. Samse ve filmu Poslední sbohem, Toma Hiddlestona v seriálu Wallander a ve filmu Válečný kůň, Dana Stevense v seriálu Panství Downton, Richarda Armitagea v minisérii Impresionisté a seriálu MI5, Gabriela Hogana v seriálu Kennedyové a další. S otcem Aloisem Švehlíkem v dabingu seriálu Roswell a filmu Můj syn namluvili postavy otce a syna. Dále se v dabingu sešli u filmů Hon na ponorku, Muž proti muži, Generál Eisenhower: Velitel invaze, Tajemství Santa Vittorie a Ronin a seriálů Druhá občanská válka, Wallander a Pacific.
Vystupuje také v rozhlase, kde v roce 2005 v dramatu Loupežníci účinkoval se svým otcem.
Spolu se svým otcem a herečkou Danou Černou namluvil v roce 2009 audioknihu U řeky Piedra jsem usedla a plakala od brazilského spisovatele Paula Coelha.
Také propůjčil hlas několika reklamám, mimo jiné reklamám na O2 a ING, a namlouvá upoutávky v České televizi.
Byl také hostem v televizních pořadech Čétéčko, Kinobox, Uvolněte se, prosím, Sama doma a Kulturama, v rozhlasových pořadech Nedělní siesta v Českém rozhlase Regina, Divadelní slovníček: „portál“ v Českém rozhlase v Českém rozhlase 2 Praha, Šedesátce na Evropě 2 a v rádiu Frekvence 1 a Kdo židli má, bydlí!.
Za sezonu 2003–2004 byl nominován na Cenu Divadelních novin v kategorii Cena za herecký výkon bez ohledu na pohlaví a žánr za role Mánka Mešjaného v divadelní inscenaci Gazdina roba (Divadlo Na zábradlí). a lékaře Neila v divadelní inscenaci Láska a porozumění (Divadlo Ungelt).
V roce 2005 byl nominován na divadelní Cenu Alfréda Radoka v kategorii Talent roku.
Roku 2010 byl Českou filmovou a televizní akademií (ČFTA) navržen na televizní Cenu Elsa 2010 v kategorii Původní televizní dramatická tvorba – herec za roli kriminalisty Tomáše Benkovského v druhé řadě seriálu Kriminálka Anděl.
Na 46. Mezinárodním filmovém festivalu v Karlových Varech v roce 2011 předváděl spolu s dalšími českými herci modely od amerického herce, režiséra a módního návrháře Johna Malkoviche.
Roku 2012 se účastnil páté řady taneční televizní soutěže StarDance ...když hvězdy tančí. Se svou taneční partnerkou Simonou Švrčkovou skončili na třetím místě.
V roce 2013 se umístil v širší nominaci na Cenu Thálie 2012 za mimořádný jevištní výkon v kategorii Činohra za roli policisty Joeyho v divadelní inscenaci Deštivé dny (Divadlo Ungelt).
Na jaře 2013 se objevil ve videoklipu ke skladbě Zatančím od skupiny Kryštof.
Na slavnostním večeru 22. února 2014 vyhlašování cen České filmové a televizní akademie Český lev 2013 předal spolu s režisérkou Andreou Sedláčkovou Cenu za nejlepší kostýmy Kataríně Hollé za film Hořící keř.
V roce 2014 namluvil dvanáctý příběh Zrada – příběh mladého muže Petra – projektu Bolestné kameny – Cesta bolestných kamenů.
V roce 2015 byl nominován na Cenu TýTý 2014 v kategorii Herec.
Mluví anglicky, francouzsky a italsky.

### Soukromý život
Jeho starší sestra Tereza je sociální pracovnice a mladší sestra Andrea je účetní. Jejím manželem a jeho švagrem je herec Martin Pechlát (* 1974). Od sestry Terezy má synovce Ondřeje a dvě neteře a od sestry Andrey má tři neteře.
Z rozvedeného manželství s herečkou Jitkou Schneiderovou má dceru Sofii Annu (* leden 2006).
Je podruhé ženatý, jeho manželkou je od 12. září 2015 Vendula Švehlíková, se kterou má dva syny a s níž se poprvé objevil na Českých lvech 2013.

## Filmografie

### Film
- 2023 – Dvě slova jako klíč – role: David
- 2023 – Život pro samouky
- 2022 – Přání k narozeninám – role: lékař MUDr. David Stránský, Veroničin bývalý muž
- 2021 – Prvok, Šampón, Tečka a Karel – role: režisér Šampón
- 2021 – Minuta věčnosti – role: chirurg David Prokop, Petrův asistent
- 2021 – Jako letní sníh – role: Jan Amos Komenský
- 2019 – Na střeše – role: Martin Rypar, profesorův syn
- 2018 – Úsměvy smutných mužů – role: spisovatel Josef Formánek
- 2012 – Ve stínu – role: poručík Petr Beňo Beňovský
- 2011 – Alois Nebel – role: starý Wachek za mlada
- 2010 – Největší z Čechů – role: rekordman v potápění bez přístroje
- 2009 – Ocas ještěrky – role: Josef Bárta
- 2009 – Hodinu nevíš – role: MUDr. Šimek
- 2006 – Pravidla lži – role: Roman
- 2005 – Anděl Páně – role: hrabě Maxmilián
- 2005 – Román pro ženy – role: Hubert, nejlepší kamarád Olivera
- 2004 – Bolero – role: Dany Kušmic

### Televize
- 2025 – Studna [TV minisérie] – role: Jelínek st.
- 2024 – Kriminálka Anděl VI. [TV seriál] – role: kriminalista kapitán Tomáš Benkovský
- 2023 – Stíny v mlze II. [TV seriál] – role: Jan Jahoda
- 2023 – Kriminálka Anděl V. [TV seriál] – role: kriminalista kapitán Tomáš Benkovský
- 2022 – Krakonošovo tajemství [TV film] – role: Krakonoš
- 2022 – Gumy [TV seriál] – role: Lukyn
- 2021 – Případ Roubal [TV minisérie] – role: policista Jakub
- 2021 – Pan profesor [TV seriál] – role: Viktor Klátil
- 2020 – Stockholmský syndrom [TV film] – role: Viktor Mojžíš
- 2019 – Klec [TV film] – role: mladý farář
- 2018 – Balada o pilotovi [TV film] – role: Emil Malík
- 2018 – Labyrint II. [TV seriál] – role: nadporučík Pavel Jonáš
- 2017–2021 – Marie Terezie [TV seriál] – role: Gerard van Swieten
- 2017 – Život a doba soudce A. K. II. [TV seriál] – role: soudce JUDr. Adam Klos
- 2016 – Já, Mattoni [TV seriál] – role: Heinrich von Mattoni ve druhé fázi
- 2014 – Život a doba soudce A. K. I. [TV seriál] – role: soudce JUDr. Adam Klos
- 2014 – Kriminálka Anděl IV. [TV seriál] – role: kriminalista kapitán Tomáš Benkovský
- 2012 – Kriminálka Anděl III. [TV seriál] – role: kriminalista kapitán Tomáš Benkovský
- 2012 – O pokladech [TV film] – role: zámecký pán Bořivoj Hájek z Hájku
- 2012 – StarDance …když hvězdy tančí V. [TV pořad] – sám sebe
- 2012 – Aplaus [TV film] – role: klavírista Daniel Heger
- 2012 – Setkání s hvězdou: Jana Hlaváčová [TV epizoda] – role: Michal Cihlář (povídka Nenávist)
- 2011 – Čapkovy kapsy: Muž, který se nelíbil [TV epizoda] – role: muž Redl / Ferdinand Rösner
- 2011 – Santiniho jazyk [TV film] – role: zaměstnanec reklamní agentury Martin Urmann
- 2011 – Villa Faber [TV film] – role: Vladimír
- 2010–11 – Kriminálka Anděl II. [TV seriál] – role: kriminalista kapitán Tomáš Benkovský
- 2009 – Zakázaný člověk [TV film] – role: spisovatel a novinář Karel Havlíček Borovský
- 2008 – Kriminálka Anděl I. [TV seriál] – role: kriminalista kapitán Tomáš Benkovský
- 2008 – Oběti: Karambol [TV epizoda] – role: Jan, kamarád Magdy
- 2007 – Operace Silver A [TV film] – role: Václav Kroupa
- 2007 – Hypermarket [TV film] – role: manažer Jan
- 2007 – Hraběnky [TV seriál] – role: realitní agent doktor Dalimil Vantoch
- 2006 – O Šípkové Růžence [TV film] – role: král Jan
- 2006 – Letiště [TV seriál] – role: Petr Fendrych
- 2005 – Dobrá čtvrť [TV seriál] – role: tělocvikář Ivan Prachař
- 2004 – I ve smrti sami [TV minisérie] – role: člen skupiny Bílí jeleni
- 2004 – Ruth to vidí jinak [TV film] – role: stopař
- 2003 – ...a stoupej do slunce! [TV film] – role: pilot Jan Sedlář za mlada

### Dabing
- 2001 – Roswell – 1. série – Nick Wechsler (Kyle Valenti) [TV seriál]
- 2001 – Siska – 2. série [TV seriál][73]
- 2001 – film Flákači[74]
- 2002 – film Údolí stínů – dabing DVD[75]
- 2003 – Mannovi – román století – Peter Ketnath (Franz Westermeier) [TV minisérie]
- 2003 – Roswell – 2. série – Nick Wechsler (Kyle Valenti) [TV seriál]
- 2003 – Gilmorova děvčata – 2. série – díl Mladíček na útěku – Bryce Johnson (Paul) [TV seriál]
- 2003 – Hvězdná brána – 5. série – díl Povznesení – Sean Patrick Flanery (Orlin) [TV seriál][76]
- 2003 – Druhá občanská válka – dabing ČT [TV seriál][77]
- 2003 – film Hon na ponorku – dabing ČT[27]
- 2003 – film Muž proti muži – dabing Prima – John Phillip Law (Bill)[28]
- 2003 – film Mrtvá hlídka – Matthew Rhys (desátník Doc Fairweather)[78][79]
- 2003 – film Neprůstřelný mnich – dabing DVD[80]
- 2003 – film Jízda s ďáblem – dabing ČT – Stephen Mailer (Babe Hudspeth)[81]
- 2004 – MI5 – 1. série – Richard Armitage (ozbrojený policejní důstojník) [TV seriál]
- 2004 – Hercule Poirot – díl Poslední víkend – Jamie de Courcey (Edward Angkatell) [TV seriál]
- 2004 – Roswell – 3. série – Nick Wechsler (Kyle Valenti) [TV seriál]
- 2004 – 24 hodin – 2. série – Jimmi Simpson (Chris) [TV seriál]
- 2004 – Bídníci [TV seriál][82]
- 2004 – film Život podle Lelanda – Chris Klein (Allen Harris)
- 2004 – Generál Eisenhower: Velitel invaze [TV film][29]
- 2004 – film Procitnutí v Garden State – Armando Riesco (Jesse)[83]
- 2004 – film Starsky & Hutch – Patton Oswalt (Disco DJ)[84][85]
- 2005 – Deadwood – 1. série – Ray McKinnon (reverend H. W. Smith) [TV seriál]
- 2005 – film Lara Croft – Tomb Raider – dabing Nova – Julian Rhind-Tutt (pan Pimms)
- 2005 – Destrukce systému [TV film][86]
- 2005 – film 7 trpaslíků – Boris Aljinovic (Cloudy – Mračoun)[87]
- 2005 – film Velekněz lásky – dabing Cinemax[88]
- 2005 – film Tajemství Santa Vittorie – dabing ČT[89]
- 2005 – film Pouta války[90]
- 2005 – film Naděje a sláva[91]
- 20×× – Kriminálka Miami [TV seriál]
- 2006 – film Vzdávám se – dabing Cinemax – Steve Guttenberg (Marty)
- 2006 – film Ve stínu matky – dabing HBO – David Leon (Robin Gardner)
- 2006 – Můj syn – Giovanni Sciffoni (Stefano Vivaldi) [TV film]
- 2006 – film New York, New York – dabing Cinemax[92]
- 2006 – film Bílá hraběnka – Lee Pace (Crane)[93][94]
- 2007 – Pohřešovaní – 2. série – Mark Consuelos (agent FBI Antonio Cortez) [TV seriál]
- 2007 – Dobrodružství Sarah Jane – Ace Bhatti (Haresh Chandra) [TV seriál][95]
- 2007 – Sestry – dabing HBO – Chris O'Donnell (David Turzin) [TV film]
- 2007 – film Holka na roztrhání – dabing ČT[96]
- 2007 – film Záchranný člun[97]
- 2008 – Pohřešovaní – 3. série – Mark Consuelos (agent FBI Antonio Cortez) [TV seriál]
- 2008 – Hvězdná brána: Atlantida – 1. série – Joe Flanigan (major John Sheppard) [TV seriál]
- 2008 – Foylova válka – dabing ČT – 1. série – díl Lekce vraždění – David Tennant (Theo Howard) [TV seriál][98]
- 2008 – Pronásledovaný – díl Seeking Asylum – Darwin Harris (strážník Hayes) [TV seriál][99]
- 2008 – John Adams [TV seriál][100]
- 2008 – film Ronin – dabing ČT – Skipp Sudduth (Larry)
- 2008 – film Max Payne – Mark Wahlberg (Max Payne)
- 2008 – Přízraky snů – dabing DVD – Oliver Hudson (Cade Lavelle) [TV film][101]
- 2008 – film 27 šatů – dabing DVD – Edward Burns (George, šéf Jane Nicholsové)[102]
- 2009 – audiokniha U řeky Piedra jsem usedla a plakala (přítel Pilar)[36]
- 2009 – Hercule Poirot – díl Smrt staré posluhovačky – Joe Absolom (James Bentley) [TV seriál]
- 2009 – Hvězdná brána: Atlantida – 2.–5. série – Joe Flanigan (podplukovník John Sheppard) [TV seriál]
- 2009 – Hvězdná brána: Atlantida – 3. série – díl Společný zájem – Geoff Redknap (starý podplukovník John Sheppard) [TV seriál][103]
- 2009 – Boj o čas – 1. série – Josef Ber (seržant Dominic Dom Wales) [TV seriál][104]
- 2009 – film Jedinečný – dabing Blu-Ray – Jet Li (Gabe Law / Gabriel Yulaw / Lawless)
- 2009 – film Vdáš se a basta! – dabing ČT – Tom Everett Scott (Jason Grant)[105]
- 2010 – Impresionisté – dabing Viasat History – Richard Armitage (mladý Claude Monet) [TV minisérie]
- 2010 – Wallander – dabing ČT – 1.–2. série – Tom Hiddleston (Magnus Martinsson) [TV seriál][106]
- 2010 – Spartakus: Krev a písek – 1. série – Craig Parker (Gaius Claudius Glaber) [TV seriál]
- 2010 – Glee – 1. série – Matthew Morrison (William Michael Will Schuester) [TV seriál]
- 2010 – Dětská hlídka – Christian van der Wal (Bart Bouwman) [TV seriál]
- 2010 – Boj o čas – 2. série – Josef Ber (seržant Dominic Dom Wales) [TV seriál][104]
- 2010 – Pacific [TV seriál][107]
- 2010 – Případy detektiva Murdo – 3. série [TV seriál][108]
- 2010 – Vraždy podle Agathy Christie – 1. série – díl Jedovaté pero – Cyrille Thouvenin (Otec Hector) [TV seriál][109]
- 2010 – Vraždy podle Agathy Christie – 1. série – díl Dům na úskalí – Stefan Kollmuss (Dr. Simon Liebman) [TV seriál][109]
- 2010 – film Zatmívání – Nathaniel Parker (Viola)
- 2010 – film Televizní hrátky – dabing ČT – Ioan Gruffudd (Richard McCallister)[110]
- 2010 – film Kimberly – dabing Nova – Jason Lewis (Scott)
- 2010 – film Absolventka – Rodrigo Santoro (David Santiago)
- 2011 – Sherlock – dabing ČT – 1. série – Martin Freeman (doktor John Watson) [TV seriál]
- 2011 – Panství Downton – 1. série – Dan Stevens (Matthew Crawley) [TV seriál]
- 2011 – Glee – 2. série – Matthew Morrison (William Michael Will Schuester) [TV seriál]
- 2011 – Boj o čas – 3. série – Josef Ber (seržant Dominic Dom Wales) [TV seriál][104]
- 2011 – Zadaní Žádaní Zklamaní – Shaun Dooley (Eddie) [TV seriál][111][112]
- 2011 – S.W.A.T.: Pod palbou – Gabriel Macht (Paul Cutler) [video film]
- 2011 – film Saw 3D – dabing DVD – Laurence Anthony (detektiv Rogers)[113]
- 2011 – film Poslední sbohem – dabing Universal Channel – Jeffrey D. Sams (Dr. Sheldon Henning)[114]
- 2011 – film Obřad – Colin O'Donoghue (Michael Kovak)
- 2011 – film Flanderský pes – dabing ČT – Steven Hartley (Cogez)
- 2011 – film Dilema – dabing Tvůrčí skupina Josefa Petráska[115]
- 2011 – Mořský vlk – dabing ČT – Stephen Campbell Moore (Humphrey Van Weyden) [TV film][116]
- 2012 – Kennedyové – Gabriel Hogan (Joe Kennedy Jr.) [TV minisérie]
- 2012 – Panství Downton – 2. série – Dan Stevens (Matthew Crawley) [TV seriál]
- 2012 – MI5 – 7.–8. série – Richard Armitage (Lucas North / John Bateman) [TV seriál]
- 2012 – Glee – 3. série – Matthew Morrison (William Michael Will Schuester) [TV seriál]
- 2012 – Spartakus: Pomsta – 2. série – Craig Parker (Gaius Claudius Glaber) [TV seriál][117]
- 2012 – film Válečný kůň – Tom Hiddleston (kapitán James Nicholls)
- 2012 – film Zpověď / Zpovědnice – dabing Cinemax – Lothaire Bluteau (Pierre Lamontagne)[118]
- 2013 – Sherlock – dabing ČT – 2. série – Martin Freeman (doktor John Watson) [TV seriál]
- 2013 – Panství Downton – 3. série – Dan Stevens (Matthew Crawley) [TV seriál]
- 2013 – MI5 – 9. série – Richard Armitage (Lucas North / John Bateman) [TV seriál]
- 2013 – Luther – 1. série – Steven Mackintosh (detektiv šéfinspektor Ian Reed) [TV seriál][119]
- 2013 – Arne Dahl: Misterioso – Shanti Roney (vyšetřovatel Paul Hjelm) [TV film][120]
- 2013 – Arne Dahl: Zlá krev – Shanti Roney (vyšetřovatel Paul Hjelm) [TV film][121]
- 2013 – Arne Dahl: Až na vrchol hory – Shanti Roney (vyšetřovatel Paul Hjelm) [TV film]
- 2013 – Arne Dahl: Velké vody – Shanti Roney (vyšetřovatel Paul Hjelm) [TV film]
- 2013 – Arne Dahl: Evropské blues – Shanti Roney (vyšetřovatel Paul Hjelm) [TV film]
- 2013 – O princezně na hrášku – Matthew James Morrison (sir Harry) [TV film][122]
- 2014 – Sherlock – dabing ČT – 3. řada – Martin Freeman (doktor John Watson) [TV seriál][123]
- 2014 – Hercule Poirot – díl Hra na vraždu – Elliot Barnes-Worrell (Etienne De Souza) [TV seriál][124]
- 2014 – Hercule Poirot – díl Herkulovské úkoly pro Hercula Poirota – Tom Wlaschiha (Schwartz) [TV seriál][125]
- 2014 – Hercule Poirot – díl Opona – Poirotův poslední případ – Shaun Dingwall (doktor John Franklin) [TV seriál][126]
- 2014 – Bolestné kameny – 12 – Bolestné kameny – Zrada (David Švehlík)[65]
- 2015 – film Focus – Rodrigo Santoro (Garriga)[127]
- 2015 – Sherlock – dabing Společnost SDI Media – speciální díl – Přízračná nevěsta (doktor John Watson)[128]
- 2016 – Vinyl – 1. série – P. J. Byrne (Scott Levitt)[129]

## Rozhlasové role
- 2002 Thomas Bernhard: Minetti. Portrét umělce jako starého muže (Minetti. Ein Portrait des Künstlers als alter Mann). 1977, Český rozhlas, úprava a režie Josef Henke, překlad: Josef Balvín, osoby a obsazení: Minetti (Otomar Krejča), Dáma (Antonie Hegerlíková), dívka (Anna Suchánková), Hotelový vrátný (Soběslav Sejk), Hotelový sluha (Miroslav Masopust), Muž se psí maskou (Jiří Klem), lilipután + maškara + harmonika (Petr Šplíchal), Opilec + maškara (Josef Plechatý), starý kulhající muž (Josef Henke), Maškara + dívčin přítel (Viktor Dvořák), Maškary (Dana Verzichová, David Švehlík, Aleš Pospíšil, Jaroslav Slánský, Jana Stryková, Vladimír Senič a Jiří Litoš) a hlášení (Světlana Lavičková)[130]
- 2005 – Olej do ohně (Ralingue, velitel hasičů)[131][132]
- 2005 – Loupežníci (Roller)[35][35][133][134]
- 2005 – Faraon – díl 1/10 (desátník, člen policie)[135]
- 2005 – Faraon – díl 7/10 (Tehena, syn Musavasův)[136][137]
- 2005 – Faraon – díl 9/10 (desátník, člen policie)[138]
- 2005 – Othello (Gratiano, benátský šlechtic, bratr Brabantia)[139][140][141][142]
- 2005 – Plyš (Klaus Becker)[143][144][145]
- 2005 – Nože a růže (Denis, kamarád)[146][147][148][149]
- 2005–2006 – Rok v dopisech (čte a o dopisech hovoří)[150]
- Český rozhlas Regina
  - 2008 – Nedělní siesta[4]
- Frekvence 1
  - 2009 – Frekvence 1 – rozhovor v rádiu[46]
- Český rozhlas
  - 2011 – Divadelní slovníček: „portál“[43][44]
  - 2015 – Česká televize točí na Ústecku nový seriál. Diváci v něm uvidí i budovu Českého rozhlasu Sever[151]
  - 2015 – Natáčení seriálu Já, Mattoni očima Davida Švehlíka a Marka Najbrta[152]
- Evropa 2
  - 2012 – Šedesátka[45][153][154][155][156]
- Český rozhlas 2 Praha
  - 2013 – Kdo židli má, bydlí![47][157]

### Audiokniha
- 2009 – U řeky Piedra jsem usedla a plakala (přítel Pilar)[36]

### Hudební videoklipy
- 2013 – Kryštof – Zatančím[60]

## Divadlo

### Vybrané divadelní role
- Divadlo F. X. Šaldy v Liberci
  - 1977 – Neúplatný aneb Škola manželů (malý Jaromír) – dětská role[158]
- Městská divadla pražská (Divadlo ABC)
  - 1986 – Svatá Jana (páže Dunoise, levobočka orleánského) – dětská role[5]
- Divadlo DISK
  - Bratři Karamazovi (Alexej Karamazov (Aljoša)) – divadelní představení na DAMU[4][8][159]
  - 2000–2001 – Lakomec (Anselm) – divadelní představení na DAMU[4][160]
  - 2001–2002 – Figarova svatba (Bazilio, hraběnčin učitel hry na klavír) – divadelní představení na DAMU[161][162][163]
  - 2001–2002 – Don Quijote (Don Quijote) – absolventské představení na DAMU[164][165][166][163][167][168]
  - 2002 – Plešatá zpěvačka (velitel požárníků) – vystupoval v alternaci s Vladimírem Seničem (divadelní představení na DAMU)[169]
  - 2002 – Veselohra na mostě (chmelař Damián Bedroň / důstojník přátelský) – vystupoval v alternaci s Jaroslavem Slánským (divadelní představení na DAMU)[169]
- Divadlo Na zábradlí (hlavní scéna)
  - 2001–2003 – Je SUiS (Podivný případ faráře z TUeS) (Kolemjdoucí)[170]
  - 2003–2004 – Tragédie mstitele (vévodův syn)[170]
  - 2003–2006 – Náměstí Hrdinů (Lukáš, Profesorův syn)[171][172][173]
  - 2003–2008 – Pan Kolpert (Pizzaman)[174][175][176]
  - 2003–2007 – PUSH-UP 1-3 (Robert, vedoucí jednoho oddělení)[177][178][179][180]
  - 2003–2006 – Kosmonautův poslední vzkaz ženě, kterou kdysi, v bývalém Sovětském svazu, miloval (Oleg, kosmonaut)[181][182][183]
  - 2003–2004 – Terasa (Maurice)[170]
  - 2004 – Veřejný nepřítel (Wenzel z Tronky)[184][185][186]
  - 2004–2008 – Gazdina roba (Mánek Mešjaný)[48][187][188] – nominován na Cenu divadelních novin za sezonu 2003–2004[49]
  - 2004–2007 – Z cizoty (On2)[10][12][189] – inscenace roku 2004[12][190]
  - 2005–2007 – Pod modrým nebem (Nick, mladý (osmadvacetiletý) učitel)[191][192][193][194]
  - 2005 – Popis jednoho zápasu (Max)[195][196][197]
  - 2005 – Plyš (Klaus Becker)[198][199][200]
  - 2005–2006 – Nože a růže (Denis, kamarád)[201][202][203]
  - 2005–2014 – Platonov je darebák! (Sergej Pavlovič Vojnicev, syn generála Vojniceva z prvního manželství)[204][205][206][207]
  - 2006–2008 – Troilus a Kressida (Achilles, řecký vojevůdce)[208][209][210]
  - 2006–2011 – Ředitelé (Petr Anděl, finanční a výkonný ředitel)[211][212][213][214]
- Divadlo Na zábradlí (Eliadova knihovna)
  - 2002 – Fronta (jeden z lidí, kteří stojí ve frontě)[215]
- Divadlo Na zábradlí (Zkušebna na půdě Divadla Na zábradlí)
  - 2002 – Katarantka (Děti / Kejklíř / Strýc / Fotograf)[216]
- Agentura SCHOK (Nádvoří Starého purkrabství – Letní shakespearovské slavnosti na Pražském hradě)
  - 2002–2003 – Král Lear (francouzský král) – vystupoval v alternaci s Miroslavem Hrabětem (divadelní představení na DAMU a po absolvování DAMU)[217][218]
  - 2005–2007 – Večer tříkrálový aneb Cokoli chcete (Ondřej Třasořitka, rytíř) – vystupoval v alternaci s Kamilem Halbichem[13][219][220][221][222][223]
- Divadlo v Řeznické
  - 2002–2003 – Romeo a Jana aneb mysterium lásky (Frederik)[224][225][226]
- A Studio Rubín (Divadlo v Řeznické)
  - 2003–2004 – Romeo a Jana aneb mysterium lásky (Frederik)[227][228][229]
- Švandovo divadlo na Smíchově
  - 2002–2003 – Čas katů – divadelní představení v době studií na DAMU[230]
- Café Teatr Černá Labuť
  - 2003 – Rodinná terapie (nezkušený psychoterapeut)[231]
- Divadlo Ungelt
  - 2004–2012 – Láska a porozumění (lékař Neil)[232][233] – nominován na Cenu divadelních novin za sezonu 2003–2004[49]
  - Od 2012 – Deštivé dny (policista Joey)[58][59] – umístil se v širší nominaci na Cenu Thálie 2012[59]
  - 2013 – Kdo židli má, bydlí![47][234][235]
- Divadlo Kalich
  - 2004–2005 – Tragédie mstitele (vévodův syn) – vystupoval v alternaci s Pavlem Řezníčkem[236]
- A Studio Rubín
  - 2010–2011 – Úl
- Národní divadlo
  - 2011–2013 – Král Lear (Edgar)[14][237] – divadelní událost sezony[68]
- ROXY / NoD (Experimentální prostor ROXY – Teatro NoD)
  - 2012 – Smrt a dívka (Gerard Escobar – manžel Pauline, právník)[238][239][240]

### Vybraná divadelní režie
- Divadlo DISK
  - Médeia – režíroval na DAMU[8]
  - 2001–2002 – Gazdina roba – režíroval na DAMU[163][241]
- Městská divadla pražská (Divadlo ABC)
  - 1999–2007 – Jezinky a bezinky – asistent režie na DAMU[242]
- Letní shakespearovské slavnosti na Pražském hradě
  - 2002–2003 – Král Lear – asistent režie na DAMU[243]